# Vits

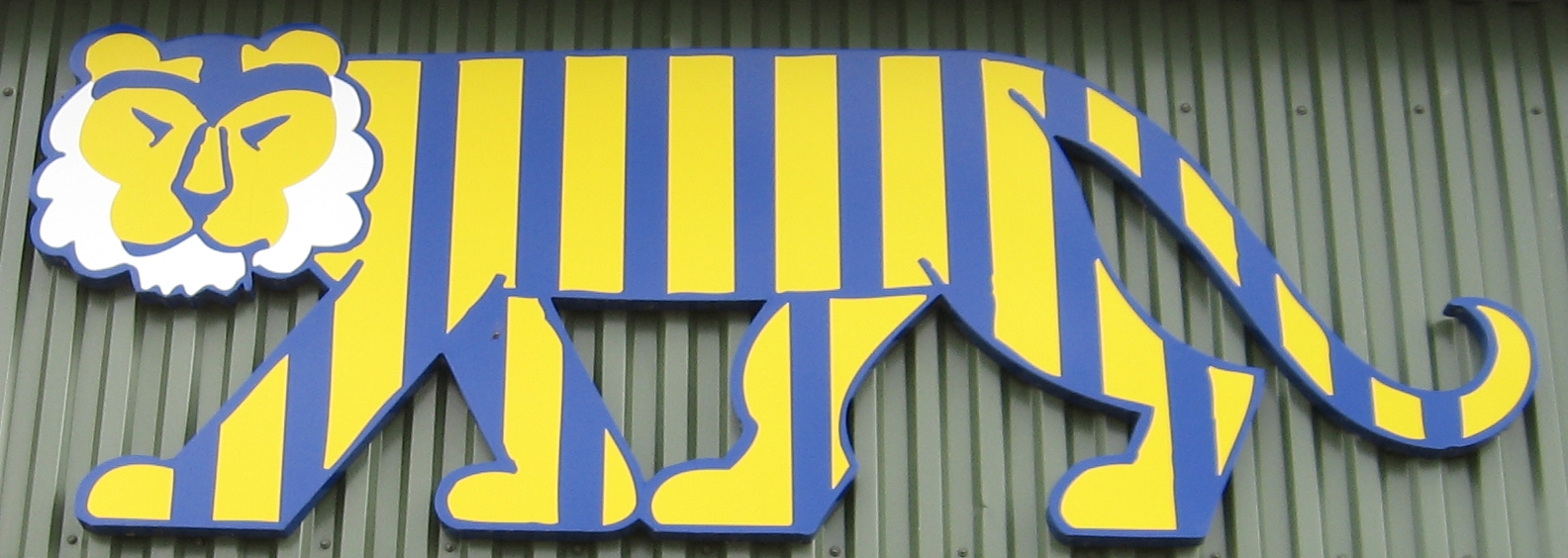
En svensk tiger är en dubbeltydig fras, som kan betyda såväl "en tiger från Sverige" som "en svensk håller tyst".

En vits är en relativt kort humoristisk, fyndig kommentar eller berättelse. Ordet kommer av tyskans witz,  fornhögtyskans wizzi, 'vetande', 'förstånd'.
Traditionellt består vitsens humoristiska poäng av en ordlek, oftast i form av att samma ord kan ha flera betydelser.
Betydelsen av ordet vits har breddats till att även omfatta andra typer av skämt, roliga historier och till och med gåtor. Ibland talar man därför även om så kallad ordvits, när man menar en vits som bygger på en ordlek, eller på annat vis anspelar på språket. Ordvitsar kallas ibland också för göteborgsvitsar i en svensk kontext. Tyskans Wortwitz ligger nära svenskans begrepp ordvits.